# コンスタンディノス6世 (コンスタンディヌーポリ総主教)
コンスタンディノス6世総主教（Πατριάρχης Κωνσταντίνος ΣΤ΄、Patriarch Constantine VI、1859年 - 1930年11月28日）は、1924年12月17日から1925年1月30日までの43日間、コンスタンディヌーポリ全地総主教であった人物。

## 生涯
1859年にブルサに生まれる。ハルキ神学校に学び、1896年に主教に叙聖された。
グリゴリオス7世が1924年に永眠してから総主教代行を務めていた。1925年、共和人民党政権下のトルコによってギリシャに追放され、総主教を辞任。